# Билек, Памела
Памела Жан Билек (родилась 1 декабря 1968 года в Питтсбурге) — бывшая американская гимнастка. Участница  летних Олимпийских игр 1984, где в составе команды США завоевала серебряную медаль в командных соревнованиях. В 2006 году введена в Зал славы гимнастики США.

## Выступления на Олимпиадах
| Олимпиада         | Дисциплина           | Место              |
| ----------------- | -------------------- | ------------------ |
| Лос-Анджелес 1984 | личное первенство    | 17 (квалификация)  |
| Лос-Анджелес 1984 | командное первенство | 2                  |
| Лос-Анджелес 1984 | вольные упражнения   | 7T (квалификация)  |
| Лос-Анджелес 1984 | опорный прыжок       | 16T (квалификация) |
| Лос-Анджелес 1984 | брусья               | 33 (квалификация)  |
| Лос-Анджелес 1984 | кольца               | 10T (квалификация) |